# Fritz von Twardowski

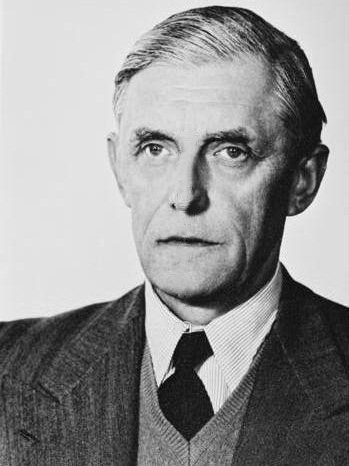
Fritz von Twardowski (1951)

Fritz Ernst Albert von Twardowski (* 9. Juli 1890 in Metz, Bezirk Lothringen, Deutsches Kaiserreich; † 21. September 1970 in Wien, Österreich) war ein deutscher Diplomat. Nach dem Abitur 1909 trat er in die Kaiserliche Marine ein und beendete seine Seeoffizierslaufbahn 1919 als Kapitänleutnant. Nach einem Studium der Rechts- und Staatswissenschaften promovierte er 1922 und begann im gleichen Jahr seinen diplomatischen Werdegang: Er war von 1928 bis 1935 Botschaftsrat in Moskau und von 1943 bis 1945 Generalkonsul in Istanbul. Nach dem Zweiten Weltkrieg war von Twardowski von 1950 bis 1952 Bundespressesprecher und von 1952 bis 1955 Botschafter in Mexiko.

## Leben

### Der kaiserliche U-Bootkommandant promoviert (1909–1922)
Fritz von Twardowski war der Sohn des späteren preußischen Generalleutnants Heinrich von Twardowski (1842–1913) und von Auguste, geborene von Holleben (1850–1931). Sein jüngerer Bruder war der Schauspieler Hans Heinrich von Twardowski. Er legte Ostern 1909 im ersten Abschlussjahrgang des Realgymnasiums zu Grunewald bei Berlin (jetzt Walther-Rathenau-Schule) sein Abitur ab und ergriff im April des gleichen Jahres die Seeoffizierslaufbahn. Von Twardowski war 1914 Wachoffizier auf den Torpedobooten V 159 und V 100. Am 2. Mai 1915 wurde er zum Oberleutnant zur See befördert. Im Juli 1916 wurde ihm sein erstes Kommando auf dem Torpedoboot V 162 übertragen. Nach einer weiteren Ausbildung wurde er für einen Monat bis zum 27. Februar 1918 Kommandant des U-Bootes UB 10 und nahm nach dem Ersten Weltkrieg am 28. August 1919 im Rang eines Kapitänleutnants seinen Abschied aus der Armee. Danach begann er ein Studium der Rechts- und Staatswissenschaften und promovierte 1922 zum Dr. jur. und Dr. rer. pol., seine Doktorarbeit mit dem Titel Das amerikanische Schiffahrtsproblem unter besonderer Berücksichtigung der Entwicklung von Schiffahrt und Schiffbau durch den Weltkrieg und der Tätigkeit des „U. S. A. Shipping Board“ wurde als Buch veröffentlicht, rezensiert und zitiert.

### Botschaftsrat in Moskau – Generalkonsul in Istanbul (1922–1945)
Fritz von Twardowski trat im November 1922 als Angestellter in den diplomatischen Dienst ein. Er war zunächst der Botschaft in Moskau als politischer Referent zugeteilt und ab Januar 1924 der Presseabteilung des Auswärtigen Amtes in Berlin als Leiter des Inlands-Referates und Sprecher des Auswärtigen Amtes für die deutsche Presse. In dieser Eigenschaft nahm er an internationalen Konferenzen und Tagungen des Völkerbundes teil. 1925 erfolgte im Dezember seine Ernennung zum Legationssekretär, ein Jahr darauf im Juli zum Legationsrat und im Juni des Jahres 1928 zum Legationsrat 1. Klasse. Von 1928 bis 1935 war er Botschaftsrat in Moskau und leitete in Abwesenheit des Botschafters mehrfach die deutsche Vertretung als Chargé d’Affaires.
Gegen 14 Uhr des 5. März 1932 verließ ein Botschaftswagen die deutsche Botschaft in Moskau. Wenig später wurden bei einem Revolverattentat fünf Schüsse auf ihn abgegeben. Im Wagen saß der Botschaftsrat von Twardowski, der dabei durch einen Streifschuss am Hals und einen Steckschuss in die Hand verletzt wurde. Der Täter, Judas Mironowitsch Stern, wollte eigentlich den Botschafter Herbert von Dirksen treffen. Der hatte aber an diesem Tage die Botschaft bereits vorher in eine andere Richtung verlassen, um sich mit einem Kollegen aus dem diplomatischen Corps zu treffen. Stern wurde zusammen mit dem Anstifter, Sergej Sergejewitsch Wassiljew, einen Monat später nach einem zweitägigen Prozess zum Tode verurteilt und erschossen. Die Motivation der Täter war es, durch dieses Attentat die engen deutsch-sowjetischen Beziehungen zu stören. Dieses Ziel wurde jedoch verfehlt: Der stellvertretende Volkskommissar für auswärtige Angelegenheiten, Nikolai Nikolajewitsch Krestinski, besuchte von Twardowski im Kreml-Krankenhaus und sprach ihm sein Mitgefühl aus. Angesichts der entschlossenen Strafverfolgung nahmen die diplomatischen Beziehungen keinen Schaden.
Mitte Januar 1933 wurde von Twardowski durch Reichspräsident Hindenburg zum Delegationsmitglied bei der Genfer Abrüstungskonferenz ernannt und nahm für mehrere Monate an den Verhandlungen teil.
Von 1935 bis 1939 war von Twardowski stellvertretender Abteilungsleiter der Kulturabteilung VI im Auswärtigen Amt, die für wissenschaftliche Volkstumsarbeit, die Lage, Presse und das Schrifttum der deutschen Volksgruppen im Ausland sowie die Minderheiten im Reich zuständig war. Im Dezember 1938 sollte er zum Ministerialdirigenten befördert werden, dazu war die Genehmigung des Stabs des Stellvertreters des Führers notwendig. Von dort wurde mitgeteilt, dass die Zustimmung nur dann erteilt werden könne, wenn der zu befördernde Beamte Mitglied in der NSDAP sei. Daraufhin beantragte von Twardowski mehrfach seine Aufnahme in die Partei, der er schließlich seit dem 1. März 1940 angehörte. Seine Ernennung zum Ministerialdirigenten erfolgte im Mai 1939 und im Juni des gleichen Jahres die Ernennung zum Leiter der Kulturabteilung VI im Auswärtigen Amt, der er bis April 1943 vorstand. In dieser Funktion sorgte er dafür, dass sechs junge Juden 1941 an der deutschen Schule in Budapest ihr Abitur ablegen konnten, was zu diesem Zeitpunkt eigentlich nicht mehr möglich war.
Am 12. Februar 1941 nahm Fritz von Twardowski vor zahlreichen Vertretern der deutschen und der ungarischen Wissenschaft und Politik an der feierliche Eröffnung des Deutschen Wissenschaftlichen Institutes in Budapest teil. Dort hielt er, ebenso wie Otto von Erdmannsdorff, Bevollmächtigter Minister und Gesandter des Deutschen Reiches in Budapest und Werner Zschintzsch, Staatssekretär im Reichsministerium für Wissenschaft, Erziehung und Volksbildung, eine der Eröffnungsreden und überbrachte die besten Wünsche des Reichsaußenministers Joachim von Ribbentrop.
Fritz von Twardowski war bei der Gründung der Deutsche Umsiedlungs-Treuhand GmbH (DUT) zur Ansiedlung Volksdeutscher aus diversen Staaten mittels Vertreibung, Deportation und Enteignung zumeist polnischer Staatsangehöriger am 3. November 1939 zusammen mit Staatssekretär Wilhelm Keppler Mitglied des Aufsichtsrats.
Nach seiner leitenden Tätigkeit in der Kulturabteilung VI des Auswärtigen Amtes übernahm von Twardowski von 1943 bis 1945 das Generalkonsulat in Istanbul. Er erweckte nach dem erfolglosen Attentat vom 20. Juli 1944 auf Adolf Hitler die Aufmerksamkeit des, vom RSHA-Chef Ernst Kaltenbrunner als Vice-Konsul amtierenden Gestapo-Chef bezeichneten, Leiters der SD-Stelle in Istanbul, SS-Obersturmbannführers Bruno Wolff. Die politische Verlässlichkeit des Generalkonsuls wurde von Wolff sehr skeptisch betrachtet, da er Umgang mit Personen aus dem Kreis der Verdächtigen, wie etwa Dietrich Bonhoeffer, hatte. Das Auswärtige Amt bestellte von Twardowski, auf Betreiben der Gestapo, zur Berichterstattung nach Berlin ein. Dort angekommen, erfolgte stattdessen ein Verhör durch die Gestapo. Die gegen ihn vorgebrachten Verratsvorwürfe konnten aber durch den Personalleiter des Auswärtigen Amtes Schroeder und den SD-Auslandschef Walter Schellenberg ausgeräumt werden.

### Adenauers Regierungssprecher will nach Mexiko (1946–1955)
Fritz von Twardowski wurde 1946 Mitarbeiter der Hamburger Außenstelle des Hilfswerks der Evangelischen Kirchen in Deutschland (EHIK), das von dem Theologen und NS-Gegner Eugen Gerstenmaier 1945 in Stuttgart gegründet wurde. Von Twardowski begann seine Tätigkeit dort als Stellvertreter von Wolfgang Freiherr von Welck, dessen Posten er später übernahm, und beendete 1950 diese Tätigkeit. Im September 1948 gründete von Twardowski, zusammen mit seinem Kollegen vom EHIK  von Welck und Herbert Richter, eine karitative Vereinigung, den Freundeskreis ehemaliger höherer Beamter des Auswärtigen Dienstes. Dieser Verein sammelte über Vertrauensmänner in allen westlichen Besatzungszonen Spenden bei ehemaligen Mitarbeitern des Auswärtigen Amtes und verteilte sie unter bedürftigen Kollegen.
Am 16. Dezember 1950 wechselte von Twardowski in das Bundespresseamt und wurde dort, als Nachfolger von Heinrich Brand, Sprecher der Bundesregierung. 1951 wurde unter seiner Verantwortung das Buch Sechs Jahre danach: Vom Chaos zum Staat herausgegeben, in dem die gesamtdeutsche Frage mit keinem Wort erwähnt wurde. Daraufhin protestierten mehrere Berliner Bundestagsabgeordnete. So schrieb etwa Willy Brandt an von Twardowski:

„[…] daß das stillschweigende Übergehen der gesamtdeutschen und Berliner Faktoren keine Zufälligkeit ist, sondern […] daß sich maßgebende Kreise der gegenwärtigen Bundesregierung […] der erstrangigen Bedeutung dieser Faktoren nicht oder nicht klar genug bewußt sind.“

Er antwortete, dass man das Problem nicht zu kurz behandeln wollte und daher lieber ganz herausgelassen habe. Das fehlende Kapitel wurde nachgedruckt und eingelegt.
Dass von Twarkowski sich mit seiner Position nicht so recht identifizieren konnte, wurde ihm auch vom Abgeordneten Reismann (Zentrumspartei) in einer Bundestagsrede bescheinigt. Gerne würde er wieder zum Auswärtigen Amt zurückkehren, am liebsten als Gesandter in Mexiko.
Im Februar 1952 wurde er wieder ins Auswärtige Amt berufen, gab seinen Posten als Regierungssprecher an seinen Nachfolger Felix von Eckardt ab und ging noch im selben Jahr nach Mexiko. Dort war von Twardowski, nach den am 23. Dezember 1941 abgebrochenen und 1952 wieder neu aufgenommenen diplomatischen Beziehungen, von 1952 bis 1955 der erste deutsche Botschafter der Nachkriegszeit.

### Der Ruheständler sorgt für Unruhe bei Willy Brandt (1955–1970)
Nach seinem altersbedingten Ausscheiden aus dem diplomatischen Dienst im Jahre 1955 übernahm Fritz von Twardowski die Präsidentschaft der Societas Uralo-Altaica (SUA). Die SUA ist eine Fachgesellschaft auf dem Gebiet der Uralischen und Altaischen Philologie.
Im Januar 1956 wurde ihm das Große Bundesverdienstkreuz mit Stern verliehen.
Von 1956 bis kurz vor seinem Tod 1970 war von Twardowski Präsident des Ibero Clubs, einer Vereinigung der Freunde der iberischen und iberoamerikanischen Welt.
Zeitweise übernahm er den stellvertretenden Vorsitz im Verwaltungsrat des Goethe-Institutes, wo er auch dem Präsidium angehörte.

1958 eröffnete von Twardowski, in Vertretung des erkrankten Außenamts-Staatssekretärs Hilger van Scherpenberg, eine Rokoko-Ausstellung im Rahmen der Feierlichkeiten 800 Jahre München. Er sagte bei seiner Eröffnungsrede statt Rokoko mehrfach Rokokoko, was der Münchner Landtagsabgeordnete Franz Lippert wie folgt kommentierte: 

„Bonn hätte uns lieber niemand als diesen unglücklichen Redner zur Eröffnung der Ausstellung nach München geschickt. Das ist schon fast eine Kränkung Bayerns“

1967 musste die deutsche Öffentlichkeit einen Monat länger auf den Jahresbericht 1966 der Kulturabteilung des Auswärtigen Amtes warten. Grund dafür war der geschichtliche Rückblick von Twardowskis, in dem er bei „seinen Formulierungen zeitgemäße Diplomatie und Taktik etwas außer acht ließ“: 

„Noch verhältnismäßig lange (nach der Machtübernahme) konnten Wissenschaftler und Künstler, auch Halbjuden, ihre internationale Zusammenarbeit fortsetzen, ohne gegängelt zu werden.“

 Nachdem drei Kontrollinstanzen im Auswärtigen Amt keinen Anstoß an diesem Beitrag nahmen und der Jahresbericht bereits gedruckt war, gab es im Büro des Außenministers Willy Brandt Bedenken. Der Text wurde Brandt am 29. Mai 1967 telegrafiert, während er an der EWG-Gipfelkonferenz in Rom teilnahm. Er war über den Vorfall sehr ungehalten, verschob die bereits angesetzte Pressekonferenz um einen Monat, ließ die bereits gedruckten mehreren hundert Exemplare einstampfen und eine korrigierte Version erstellen.
Im Jahr 1970 erschien bei Inter Nationes von Twardowskis 44-seitiges Buch Anfänge der deutschen Kulturpolitik zum Ausland, das wissenschaftlich zitiert wird. Dieses Buch enthält die umstrittenen Passagen des 1966 eingestampften Kapitels des Jahresbericht[s] 1966 der Kulturabteilung des Auswärtigen Amtes.

### Privates
Von Twardowski war seit 1914 mit Gertrud Ahrens verheiratet, das Paar hatte drei Kinder. Seine Ehefrau veröffentlichte 1920 ein Kinderbuch.

## Werke
- Fritz von Twardowski: Das amerikanische Schiffahrtsproblem unter besonderer Berücksichtigung der Entwicklung von Schiffahrt und Schiffbau durch den Weltkrieg und der Tätigkeit des „U. S. A. Shipping Board“. Vereinigung wissenschaftlicher Verleger, Berlin / Leipzig 1922, DNB 571318444.
- Jakow Trachtenberg, Fritz von Twarkowski: Das Attentat auf den deutschen Botschafter in Moskau. Jakow Trachtenberg, Berlin-Charlottenburg 1932, DNB 576705705.
- Fritz von Twardowski: Anfänge der deutschen Kulturpolitik zum Ausland. Inter Nationes, Bonn Bad Godesberg 1970, DNB 577531921.